# Anii 1600
Anii 1600 au fost un deceniu care a început la 1 ianuarie 1600 și s-a încheiat la 31 decembrie 1609.